# فورفورال
الفورفورال مركب عضوي سائل، يدخل في العديد من الصناعات، مثل: النايلون والبلاستيك وغيرها، ويتغير لونه عند التعرض للهواء من عديم اللون إلى أصفر إلى بني غامق. ويسبب بخاره حرقاناً بالعين والأنف والحلق.
ومن استخدامات الفورفورال الآخرى صناعة المطاط الصناعي، والمذيبات، والراتنج. كما يدخل في صناعة مبيدات الحشرات والميكروبات
والفطريات، لما له من تأثير قاتل عليها. ويدخل أيضاً في تكرير البترول، وكذلك في عملية تصليد المطاط (أي إكسابه صلابة وقوة تحمل) وهي عملية تسمى"فلكنة". وينتج الفورفورال عن طريق معالجة مخلفات بعض النباتات بالأحماض، مثل: سيقان الذرة، وقشور بذر القطن والشوفان والأرز، كما يوجد طبيعياً في بعض الزيوت.